# Masatepe
Masatepe è un comune del Nicaragua facente parte del dipartimento di Masaya.